# Campeonato Soviético de Xadrez de 1937
O Campeonato Soviético de Xadrez de 1937 foi a 10ª edição do Campeonato de xadrez da União Soviética, realizado em Tbilisi, de 12 de abril de 1937 a 14 de maio de 1937, e foi vencido por Grigory Levenfish. Os campeonatos de xadrez de Moscou, Leningrado, Kiev assim como outros eventos serviram como etapas classificatórias. Em outubro e novembro de 1937. Mikhail Botvinnik e Levenfish jogaram um match valendo o título soviético, confronto que terminou empatado (5 vitórias para cada e 3 empates). Assim, Levenfish manteve o título. 

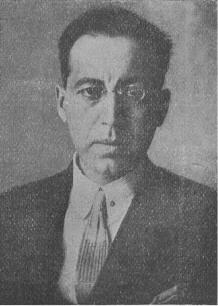
Grigory Levenfish

## Classificação e resultados
| N° | Jogador                     | 1 | 2 | 3 | 4 | 5 | 6 | 7 | 8 | 9 | 10 | 11 | 12 | 13 | 14 | 15 | 16 | 17 | 18 | 19 | 20 | Total |
| -- | --------------------------- | - | - | - | - | - | - | - | - | - | -- | -- | -- | -- | -- | -- | -- | -- | -- | -- | -- | ----- |
| 1  | Grigory Levenfish           | - | 0 | ½ | 1 | 0 | 1 | 1 | 1 | ½ | ½  | ½  | 1  | 0  | ½  | 1  | ½  | 1  | 1  | 1  | ½  | 12½   |
| 2  | Viacheslav Ragozin          | 1 | - | ½ | ½ | ½ | ½ | 1 | ½ | ½ | ½  | 1  | ½  | ½  | 1  | 0  | 0  | ½  | 1  | 1  | 1  | 12    |
| 3  | Alexander Konstantinopolsky | ½ | ½ | - | ½ | ½ | ½ | ½ | 0 | ½ | ½  | 1  | 1  | 1  | ½  | 1  | 1  | ½  | ½  | 1  | ½  | 12    |
| 4  | Vladimir Makogonov          | 0 | ½ | ½ | - | 1 | ½ | 1 | 1 | ½ | 1  | ½  | ½  | 1  | 1  | 0  | 0  | 0  | ½  | 1  | 1  | 11½   |
| 5  | Sergey Belavenets           | 1 | ½ | ½ | 0 | - | ½ | 1 | ½ | ½ | ½  | 1  | ½  | 0  | ½  | ½  | ½  | 1  | 1  | 0  | 1  | 11    |
| 6  | Victor Goglidze             | 0 | ½ | ½ | ½ | ½ | - | ½ | 1 | ½ | ½  | ½  | 1  | ½  | ½  | ½  | 0  | 1  | ½  | 1  | 1  | 11    |
| 7  | Georgy Lisitsin             | 0 | 0 | ½ | 0 | 0 | ½ | - | ½ | 1 | 1  | ½  | 1  | 1  | ½  | 1  | ½  | ½  | 1  | ½  | 1  | 11    |
| 8  | Vsevolod Rauzer             | 0 | ½ | 1 | 0 | ½ | 0 | ½ | - | ½ | 0  | ½  | 1  | ½  | 1  | 1  | 1  | 1  | 0  | 1  | ½  | 10½   |
| 9  | Mikhail Yudovich            | ½ | ½ | ½ | ½ | ½ | ½ | 0 | ½ | - | 1  | ½  | 0  | 1  | ½  | 1  | 1  | ½  | ½  | 0  | ½  | 10    |
| 10 | Igor Bondarevsky            | ½ | ½ | ½ | 0 | ½ | ½ | 0 | 1 | 0 | -  | ½  | 0  | 0  | ½  | 1  | ½  | 1  | 1  | 1  | ½  | 9½    |
| 11 | Ilya Rabinovich             | ½ | 0 | 0 | ½ | 0 | ½ | ½ | ½ | ½ | ½  | -  | ½  | 1  | ½  | 0  | 1  | ½  | 1  | ½  | 1  | 9½    |
| 12 | Vladimir Alatortsev         | 0 | ½ | 0 | ½ | ½ | 0 | 0 | 0 | 1 | 1  | ½  | -  | ½  | ½  | 0  | 1  | 1  | ½  | 1  | 1  | 9½    |
| 13 | Ilya Kan                    | 1 | ½ | 0 | 0 | 1 | ½ | 0 | ½ | 0 | 1  | 0  | ½  | -  | ½  | 1  | ½  | ½  | ½  | ½  | ½  | 9     |
| 14 | Andor Lilienthal            | ½ | 0 | ½ | 0 | ½ | ½ | ½ | 0 | ½ | ½  | ½  | ½  | ½  | -  | ½  | 1  | 0  | 1  | ½  | ½  | 8½    |
| 15 | Vasily Panov                | 0 | 1 | 0 | 1 | ½ | ½ | 0 | 0 | 0 | 0  | 1  | 1  | 0  | ½  | -  | 1  | 0  | ½  | 0  | 1  | 8     |
| 16 | Alexander Budo              | ½ | 1 | 0 | 1 | ½ | 1 | ½ | 0 | 0 | ½  | 0  | 0  | ½  | 0  | 0  | -  | 1  | 0  | ½  | ½  | 7½    |
| 17 | Vitaly Chekhover            | 0 | ½ | ½ | 1 | 0 | 0 | ½ | 0 | ½ | 0  | ½  | 0  | ½  | 1  | 1  | 0  | -  | 0  | ½  | 1  | 7½    |
| 18 | Alexander Ilyin-Genevsky    | 0 | 0 | ½ | ½ | 0 | ½ | 0 | 1 | ½ | 0  | 0  | ½  | ½  | 0  | ½  | 1  | 1  | -  | ½  | ½  | 7½    |
| 19 | Genrikh Kasparian           | 0 | 0 | 0 | 0 | 1 | 0 | ½ | 0 | 1 | 0  | ½  | 0  | ½  | ½  | 1  | ½  | ½  | ½  | -  | ½  | 7     |
| 20 | Archil Ebralidze            | ½ | 0 | ½ | 0 | 0 | 0 | 0 | ½ | ½ | ½  | 0  | 0  | ½  | ½  | 0  | ½  | 0  | ½  | ½  | -  | 5     |